# 朱壽鉅
永福溫僖王朱壽鉅（1581年—1614年1月24日），明朝魯藩唯一一代永福王，魯恭王朱頤坦的庶第十二子（成年者中排第八），母次妃李氏。

## 生平
萬曆九年（1581年），朱壽鉅出生。萬曆十八年五月十六日（1590年6月17日），封永福王。
萬曆四十一年十二月十五日（1614年1月24日），朱壽鉅去世，享年三十三歲，諡號溫僖。因其無子，永福王的封爵被廢除。

## 家庭
- 妃王氏
- 繼妃王氏

## 墓葬
朱壽鉅葬地在今山東省济宁市兖州区新驿镇皇林村附近。其墓葬在文化大革命時期被群眾掘開，出土有壙誌、玉帶片和金飾，玉帶片和壙誌現藏於兖州博物馆。

欽賜永福温僖王壙誌

王諱壽鉅，乃鲁恭王第八子，母次妃李氏。萬曆十八年五月十六日冊封為永福王。於萬曆四十一年十二月十五日未时以疾薨逝，享年三十三歲。妃王氏，先歿；繼王氏，俱無出。上聞訃，輟朝一日，遣官諭祭，命有司治喪葬如制，在京文武衙門皆致祭焉。萬曆四十三年八月十八日葬於兗州府滋陽縣地方高梧鳳嶺之原。嗚呼，王以宗室至親，为國藩輔，茂膺封爵，貴富兼隆，兹以令終，夫復何憾！爰述其概，納諸幽壙，用垂不朽云。